# Saint-Geniès-de-Varensal
Saint-Geniès-de-Varensal település Franciaországban, Hérault megyében. Lakosainak száma 216 fő (2022. január 1.). Saint-Geniès-de-Varensal Mélagues, Castanet-le-Haut, Saint-Gervais-sur-Mare és Rosis községekkel határos.

## Népesség
A település népessége az elmúlt években az alábbi módon változott:
| Lakosok száma | 200  | 223  | 207  | 242  | 200  | 205  | 209  | 216  | 216  | 216  |
|               | 1968 | 1982 | 1990 | 2006 | 2013 | 2015 | 2017 | 2019 | 2020 | 2022 |